# Malansac
Malansac (bret. Malañseg) – miejscowość i gmina we Francji, w regionie Bretania, w departamencie Morbihan.
Według danych na rok 1990 gminę zamieszkiwały 1894 osoby, a gęstość zaludnienia wynosiła 52 osoby/km² (wśród 1269 gmin Bretanii Malansac plasuje się na 333. miejscu pod względem liczby ludności, natomiast pod względem powierzchni na miejscu 181.).